# Чорний травень 1992

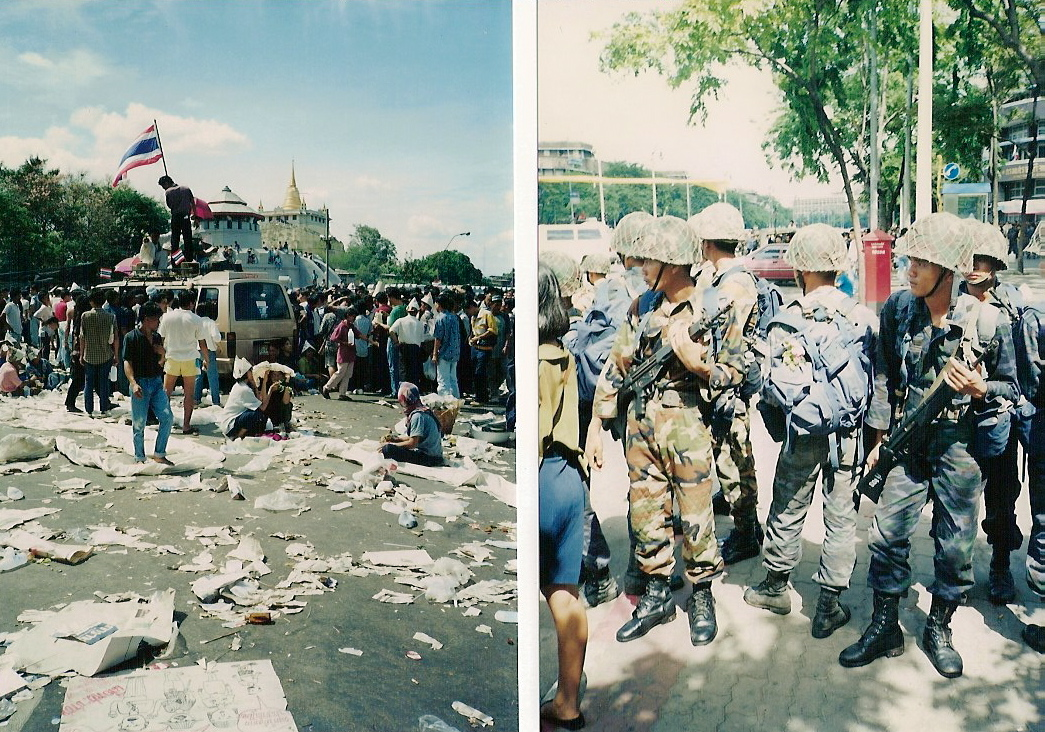
Мітингувальники і військові на демонстраціях проти прем'єр-міністра Сучинди Крапраюна в травні 1992 року

Чорний травень або Кривавий травень (тайск.: พฤษภา ทมิฬ) - трагічні події 17-20 травня 1992 року в Таїланді, коли багатотисячний натовп зібрався на вулицях Бангкока, вимагаючи усунути від влади самопроголошеного прем'єр-міністра Сучинду Крапраюна. У сутичках з поліцією загинуло понад 50 людей, більше 200 були поранені. 

## Повалення Чунхавана і створення NPKC
23 лютого 1991 року після цілого десятиліття відносно спокійного розвитку країни при цивільних урядах (в період прем'єрства Према Тинсуланона (1980-1988) і Чатчая Чунхавана (1988-1991)) в Таїланді був здійснений черговий путч під командуванням генерала Сунтона Конгсомпонга. Військові проголосили створення спеціальної ради з «підтримання миру» - National Peace Keeping Council або NPKC. Через короткий час влада в раді перейшла в руки генерала Сучинди Крапраюна. Спочатку більшість міського населення  як завжди з оптимізмом зустріло звістку про путч, розраховуючи на швидке приборкання урядових корупціонерів (в період прем'єрства Чатчая Чунхавана Таїланд вразили численні корупційні скандали). Приблизно половина друкованих ЗМІ також позитивно оцінила план військових з викорінення чиновників-корупціонерів.
Відразу після проголошення NPKC було розпочато розслідування про походження нез'ясовного багатства ряду видних політиків. В цей же час NPKC почав готувати свій варіант Конституції, в якому встановив такий порядок виборів, при якому тільки 45% депутатів повинні були бути обрані населенням, а інші – призначені урядом, фактично керованим Сучиндою. Це стало приводом до початку масових виступів проти чергової хунти і диктатури.

## Невдоволення тайської інтелігенції і нові вибори
2 березня 1991 року хунта під тиском громадського протесту призначила прем'єром цивільну особу – Ананду Паньярачуна. Однак це лише на короткий час пом'якшило настрої міської інтелігенції і студентів. Як тільки закінчилися канікули, політичне життя в університетському середовищі завирувало з новою силою. 19 листопада 1991 року на королівському полі Санам Луанг зібралася 50-тисячна юрба, яка вимагала повернути в дію Конституцію. 4 грудня у своєму щорічному телевізійному зверненні до нації король Рама IX Пхуміпон Адульядет просив не допустити насильства, а також не провокувати насильство військову владу. Але нація після прем'єрства Према вже більше не хотіла влади військової хунти. Сучинда змушений був оголосити загальні вибори, які відбулися 22 березня 1992 року.

## Захоплення влади Сучиндою Крапраюном
7 квітня 1992 року Сучинда оголосив самого себе новим прем'єр-міністром. 4 травня 1992 року мер Бангкока, незважаючи на введення Сучиндою цензури, опублікував статтю, в якій у полемічній формі звернення до Сучинди заявив, що до самої смерті буде боротися проти диктатури і доб'ється зміщення Сучинди, що узурпував владу. Це звернення, незважаючи на термінову заборону цензури, передрукувало ще 4 видання, в тому числі провідне тайськомовне видання Тай Рат, що раніше підтримувало Сучинду. Вечірні випуски новин, незважаючи на ці події, навіть не згадали цей факт. Обурені тайці вийшли з протестами на вулиці Бангкока.

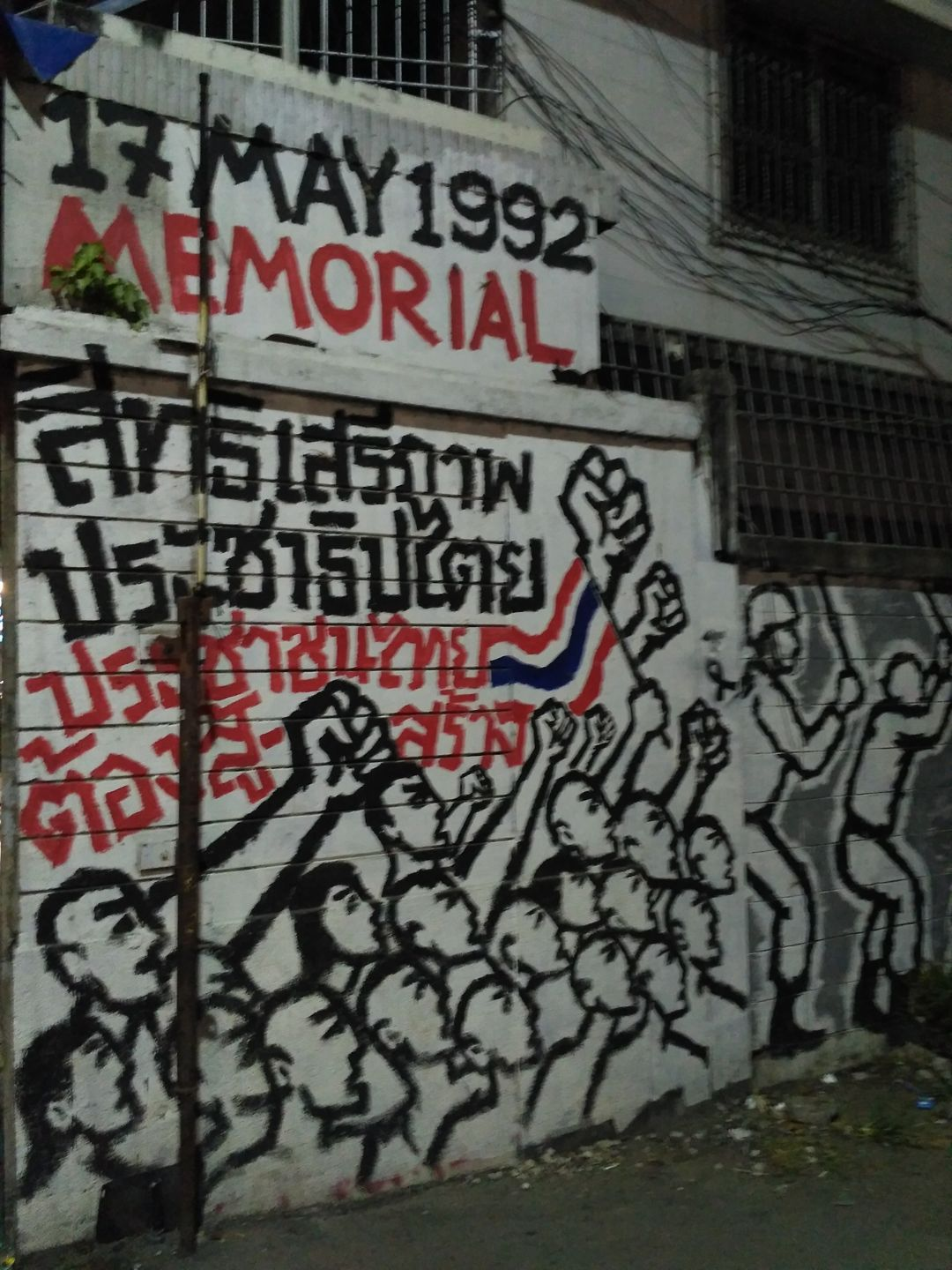
Графіті біля Као Сан Роад, присвячене тим подіям.

У Бангкоку масові демонстрації, якими керував популярний серед городян мер Бангкока. Подальші події 17-24 травня в Бангкоку отримали назву «чорний травень» або «кривавий травень». В ході зіткнень частина армії і поліції відмовилася виконувати наказ стріляти по 200-тисячному натовпу, інша частина підкорилася. 52 людини були вбиті, кілька сотень поранено. Цьому передували дії демократичної молоді: в середині травня активісти студентської молоді оголосили проведення в Бангкоку концерту-мітинга на захист демократії, однак Сучинда заборонив концерт. Мер Бангкока підтримав молодь. Тоді Сучинда оголосив комендантську годину і заборонив збирати разом більше 10 осіб. Це призвело до того, що 17 травня багатотисячна юрба стала заповнювати центр міста. Мітинг не припинявся всю ніч. На будівлях міста з'явилися графіті із лайкою на адресу нового прем'єр-міністра. Сучинда відправив у центр Бангкока 700 солдатів, щоб розігнати мітинг. До кінця дня 18 травня понад 50 тисяч людей залишалися на мітингу. Мера Бангкока заарештували. Мітингувальники протистояли поліції: закидали пляшками, зводили барикади. Біля Монумента Демократії поліція відкрила вогонь на ураження по юрбі мітингувальників . 

## Підсумки Кривавого травня 1992 року
18 і 20 травня по телебаченню до населення зверталися члени королівської родини, просили мітингувальників розійтися, а поліцію припинити стрілянину. Рама IX був змушений в прямому ефірі провести аудієнцію Сучинди і мера Бангкока, в ході якої король зажадав від Сучинди звільнити мера з-під арешту, випустити 3500 заарештованих учасників мітингів, а самого Сучинду подати у відставку. 10 червня 1992 року на пост прем'єр-міністра був обраний Ананд Паньярачун. Незважаючи на величезну кількість жертв, Сучинда не поніс ніякої відповідальності, крім політичної. 